# Adenia pinnatisecta
Adenia pinnatisecta är en passionsblomsväxtart som först beskrevs av William Grant Craib, och fick sitt nu gällande namn av William Grant Craib. Adenia pinnatisecta ingår i släktet Adenia och familjen passionsblomsväxter. Utöver nominatformen finns också underarten A. p. muricata.